# Christopher Showerman
Christopher Showerman (Jackson, Michigan, 1971. június 24. –) kanadai–amerikai színész.

## Élete és pályafutása
A színészettel érettségi után kezdett el foglalkozni.

## Filmjei
- Simlis Jack, a karibi szuperkém (2000)
- Dumped (2000)
- Az őserdő hőse 2. (2003)
- A narancsvidék (2004)
- CSI: Miami helyszínelők (2006)
- Sea of Fear (2006)
- Between the Sand and the Sky (2008)
- A pokoli sziget rabjai (2009)
- Rampage (2010)
- Complacent (2010)
- Commander and Chief (2012)
- A szuperkatona (2024)